# Gaetano Carancini
Gaetano Carancini (Recanati, 5 ottobre 1910 – Roma, 23 giugno 1977) è stato un giornalista, critico cinematografico e sceneggiatore italiano.

## Biografia
Laureato in lettere, intraprese l'attività di giornalista sin dall'anteguerra sull'Eco di Venezia. Nel 1946 fu tra i fondatori del Sindacato Nazionale Giornalisti Cinematografici Italiani e scrive recensioni cinematografiche sul quotidiano La Voce Repubblicana e dagli anni sessanta sul Radiocorriere TV, nonché sulla rivista Cinema. Nel 1953 fece parte della giuria della Mostra d'Arte Cinematografica di Venezia. Lavorò anche come sceneggiatore per tre film di discreto rilievo e come saggista scrisse con Guido Aristarco il libro Rocco e i suoi fratelli di Luchino Visconti, opera di analisi cinematografica che ripercorre le vicende del film di Visconti. Nel 1963 entrò nella redazione di TV7, la rubrica di approfondimento del TG1. È deceduto a 66 anni.

## Filmografia

### Sceneggiatore
- La roccia incantata di Giulio Morelli (1949)
- Angelo tra la folla di Leonardo De Mitri e Francesco De Robertis (1952)
- Altri tempi - Zibaldone n. 1 di Alessandro Blasetti (1952)